# Затонский (Новосибирская область)
Затонский — посёлок в Новосибирском районе Новосибирской области России. Входит в состав Кудряшовского сельсовета.

## География
Площадь посёлка — 0 гектаров.

## История
Основан в 1922 году. В 1928 году состоял из 24 хозяйств, основное население — русские. В административном входил в состав Больше-Кривощековского сельсовета Бугринского района Новосибирского округа Сибирского края.

## Население
| 1926 | 2002 | 2007 | 2010 |
| ---- | ---- | ---- | ---- |
| 111  | ↘0   | →0   | →0   |

## Инфраструктура
В посёлке по данным на 2007 год отсутствует социальная инфраструктура.